# Pat Badger
Patrick John Badger (Boston, 22 luglio 1967) è un bassista statunitense noto per la sua militanza negli Extreme.
Ha suonato anche in altri gruppi come Super TransAtlantic (insieme al chitarrista Jason Bieler dei Saigon Kick) e Tribe of Judah (con Gary Cherone),

## Discografia

### Con gli Extreme

#### Album in studio
- Extreme (1989)
- Extreme II: Pornograffitti (1990)
- III Sides to Every Story (1992)
- Waiting for the Punchline (1995)
- Saudades de Rock (2008)
- Six (2023)

#### Live
- Take Us Alive (2010)
- Pornograffitti Live 25 (2016)

#### Raccolte
- The Best of Extreme - An Accidental Collication of Atoms? (2000)
- 20th Century Masters - The Millennium Collection: The Best of Extreme (2002)

### Altri album
- Super TransAtlantic - Shuttlecock (2000)
- Tribe of Judah - Exit Elvis (2002)

### Partecipazioni
- Dweezil Zappa - Confessions (1991)
- Danger Danger - Screw It! (1991)
- Sammy Hagar - Live: Hallelujah (2003)